# Podosilis vietnamensis
Podosilis vietnamensis es una especie de coleóptero de la familia Cantharidae.

## Distribución geográfica
Habita en Vietnam.